# ホイールズ・オブ・スティール
『ホイールズ・オブ・スティール』（Wheels of Steel）は、イングランドのヘヴィメタル・バンド、サクソンが1980年に発表した2作目のスタジオ・アルバム。

## 背景
「747（ストレンジャーズ・イン・ザ・ナイト）」は、1965年11月9日に北米で起きた大停電の影響により、スカンジナビア航空の911便（同作の歌詞では101便となっている）がジョン・F・ケネディ国際空港への着陸を失敗しかけた（最終的には安全に着陸できた）実話をモチーフとしている。なお、本作のタイトルは「ジャンボ・ジェット」の愛称で知られるボーイング747に由来しているが、同機は実際には1969年より運航を開始した。
タイトル曲はAC/DCからの影響を反映した曲だが、ビフ・バイフォードは2014年のインタビューにおいて「必ずしもAC/DCっぽい曲じゃなくて、もっとゴツゴツした感じになった」と説明している。

## 反響
バンドは本作で初の全英アルバムチャート入りを果たし、29週トップ100入りして、最高5位を記録した。本作からのシングル「ホイールズ・オブ・スティール」は全英シングルチャートで20位、続く「747（ストレンジャーズ・イン・ザ・ナイト）」は13位を記録した。
スウェーデンでは、1980年6月27日付のアルバム・チャートで36位を記録した。

## 評価・影響
Eduardo Rivadaviaはオールミュージックにおいて5点満点中4.5点を付け「バンドの傑作群の雛型を実質的に確立したのに加えて、クロームの鷲がオートバイの車輪を持ち上げている象徴的なジャケットと同様、個々の曲が実にまばゆい金属光沢を放っている」と評している。また、ポール・エリオットは2019年、本作および次作『ストロング・アーム・オブ・ザ・ロウ』（1980年）の2作をサクソンの必聴盤として挙げ、これら2作に関して「この年には『バック・イン・ブラック』、『ヘヴン&ヘル』、『エース・オブ・スペーズ』他多数の、時代を超えたハードロック/ヘヴィメタルの名盤が発表されたが、サクソンもまた、このジャンルを代表する名盤を1枚のみならず2枚発表した」、本作に関して「バンドの本質およびNWOBHMの精神を記録している」と評している。
タイトル曲は、L.A.ガンズのアルバム『Rips the Covers Off』（2004年）でカヴァーされた。

## 収録曲
全曲ともメンバー5人の共作。
1. モーターサイクル・マン - "Motorcycle Man" - 4:00
2. スタンド・アップ・アンド・ビー・カウンテッド - "Stand Up and Be Counted" - 3:09
3. 747（ストレンジャーズ・イン・ザ・ナイト） - "747 (Strangers in the Night)" - 4:58
4. ホイールズ・オブ・スティール - "Wheels of Steel" - 5:58
5. フリーウェイ・マッド - "Freeway Mad" - 2:41
6. シー・ザ・ライト・シャイニング - "See the Light Shining" - 4:55
7. ストリート・ファイティング・ギャング - "Street Fighting Gang" - 3:12
8. スージー・ホールド・オン - "Suzie Hold On" - 4:34
9. マシン・ガン - "Machine Gun" - 5:23

### 2009年リマスターCDボーナス・トラック
13. - 17.は1980年8月16日の「モンスターズ・オブ・ロック」出演時のライブ音源である。
1. スージー・ホールド・オン（1980デモ） - "Suzie Hold On (1980 Demo Rehearsal)" - 5:26
2. ホイールズ・オブ・スティール（1980デモ） - "Wheels of Steel (1980 Demo Rehearsal)" - 6:31
3. スタリオンズ・オブ・ザ・ハイウェイ（ライヴB-サイド） - "Stallions of the Highway (Live, B-Side of "747 (Strangers in the Night)")" - 3:35
4. モーターサイクル・マン（ライヴ・アット・ドニントン1980） - "Motorcycle Man (Live)" - 3:37
5. フリーウェイ・マッド（ライヴ・アット・ドニントン1980） - "Freeway Mad (Live)" - 2:24
6. ホイールズ・オブ・スティール（ライヴ・アット・ドニントン1980） - "Wheels of Steel (Live)" - 5:26
7. 747（ストレンジャーズ・イン・ザ・ナイト）（ライヴ・アット・ドニントン1980） - "747 (Strangers in the Night) (Live)" - 4:47
8. マシン・ガン（ライヴ・アット・ドニントン1980） - "Machine Gun (Live)" - 6:16

## 参加ミュージシャン
- ビフ・バイフォード - ボーカル
- グラハム・オリヴァー - ギター
- ポール・クィン - ギター
- スティーヴ・ドーソン - ベース
- ピート・ギル - ドラムス